# Savina Yannatou
Savina Yannatou (en grec: Σαβίνα Γιαννάτου, Savína Yannátou; nascuda el 16 de març de 1959, Atenes) és una cantant grega, investigadora de la història del cant a Europa.
Després d'anar a classes de guitarra clàssica i participar en el cor infantil de Yannis Nousias durant uns anys, va estudiar cant amb Gogo Georgilopoulou i Spiros Sakkas a Atenes, i més tard va cursar estudis de postgrau a la Guildhall School of Music and Drama de Londres. L'any 1979 va començar a treballar com a professional i dos anys més tard va participar en l'enregistrament del disc Εδώ Λιλιπούπολη ("Lilipoupolis aquí", és a dir, "Estem emetent des de Lilipoupolis"); després d'això, la seva carrera va prendre volada i des de llavors ha publicat molts àlbums, col·laborant amb molts compositors grecs. A mitjans dels anys noranta, va unir forces amb diversos músics de jazz i de música tradicional i formà una banda coneguda com Primavera en Salonico, que va començar interpretant cançons sefardites i mediterrànies, però després es va expandir a la música de diverses zones del món. A poc a poc ha ampliat les seves tècniques vocals per incloure-hi cant de gola, glosolàlia i ululació entre d'altres.
A més d'això, el seu repertori consisteix principalment en música grega, tot i que ha estat membre fundadora d'un conjunt de música antiga (Εργαστήρι Παλιάς Μουσικής), i sempre ha mostrat un gran interès per explorar el free jazz i la música d'avantguarda. Aquestes exploracions l'han portat a col·laboracions dins i fora de l'escenari i sessions amb músics internacionals com Barry Guy, Peter Kowald, Floros Floridis, Günther Pitscheider, Gerald Preinfalk del grup BPM, Ken Vandermark, Sussan Deyhim, Damo Suzuki del krautrock. grup Can, i Kiya Tabassian de l'Ensemble Constantinoble.
Yannatou també és compositora de cançons ("Somnis de la sirena. Viu el rei Alexandre?", "Rosa das Rosas", "Musique Des Chambres"), així com compositora de teatre, dansa i videoart. De tant en tant participa en tallers, ensenyant improvisacions vocals a actors i músics. La majoria dels seus primers àlbums van ser publicats pel segell musical grec Lyra. Des de l'àlbum Sumiglia (2005) enregistra amb la discogràfica l'ECM.